# Georgina (rzeka)
Georgina – rzeka w Australii o długości 1300 km. Źródła ma na wyżynie Barkly. Przepływa przez Terytorium Północne i zachodnią część stanu Queensland. Po połączeniu z rzeką Hamilton tworzy rzekę Eyre; ostatecznie w bardzo dżdżyste lata, wody rzeki osiągają jezioro Eyre. Główne dopływy: Moonah, Templeton, Woodroffe. Większe miasta leżące nad rzeką: Glenormiston, Carandotta, Lake Nash.